# Campeonato Sul-Americano de Atletismo em Pista Coberta de 2024 - Resultados
Esses foram os resultados do Campeonato Sul-Americano de Atletismo em Pista Coberta de 2024 que ocorreram nos dias 27 e 28 de janeiro de 2024, no Estádio Municipal de Cochabamba, em Cochabamba, na Bolívia.

## Resultado masculino

### 60 metros
27 de janeiro
| Posição           | Raia | Atleta               | Nacionalidade | Tempo | Notas                 |
| ----------------- | ---- | -------------------- | ------------- | ----- | --------------------- |
| Medalha de ouro   | 4    | Felipe Bardi         | Brasil        | 6.58  | Recorde do campeonato |
| Medalha de prata  | 7    | Aron Earl            | Peru          | 6.76  |                       |
| Medalha de bronze | 3    | David Vivas          | Venezuela     | 6.78  |                       |
| 4                 | 6    | Tito Hinojosa        | Bolívia       | 6.82  |                       |
| 5                 | 2    | Julian Vargas        | Bolívia       | 6.83  |                       |
| 6                 | 8    | Bryant Alamo         | Venezuela     | 6.83  |                       |
| 7                 | 5    | Erik Cardoso         | Brasil        | 6.84  |                       |
| 8                 | 1    | Luis Humberto Angulo | Peru          | 7.09  |                       |

### 400 metros
Bateria – 27 de janeiro
| Posição | Bateria | Atleta           | Nacionalidade | Tempo | Notas |
| ------- | ------- | ---------------- | ------------- | ----- | ----- |
| 1       | 1       | Elián Larregina  | Argentina     | 47.82 | Q     |
| 2       | 2       | Lucas Vilar      | Brasil        | 47.85 | Q     |
| 3       | 2       | Lucas Carvalho   | Brasil        | 47.91 | Q     |
| 4       | 1       | Kelvis Padrino   | Venezuela     | 48.14 | Q     |
| 5       | 2       | Javier Gómez     | Venezuela     | 48.28 | q     |
| 6       | 2       | Mateo Bustamante | Bolívia       | 48.92 | q     |
| 7       | 2       | Marcelo Pérez    | Bolívia       | 49.01 |       |
| 8       | 1       | Nery Peñaloza    | Bolívia       | 49.49 |       |
| 9       | 1       | Marcos González  | Paraguai      | 49.50 |       |

Final – 28 de janeiro
| Posição           | Raia | Atleta           | Nacionalidade | Tempo | Notas                 |
| ----------------- | ---- | ---------------- | ------------- | ----- | --------------------- |
| Medalha de ouro   | 5    | Elián Larregina  | Argentina     | 46.37 | Recorde do campeonato |
| Medalha de prata  | 6    | Lucas Vilar      | Brasil        | 47.33 |                       |
| Medalha de bronze | 3    | Kelvis Padrino   | Venezuela     | 47.39 |                       |
| 4                 | 4    | Lucas Carvalho   | Brasil        | 47.88 |                       |
| 5                 | 2    | Javier Gómez     | Venezuela     | 48.12 |                       |
| 6                 | 1    | Mateo Bustamante | Bolívia       | 48.87 |                       |

### 800 metros
28 de janeiro
| Posição           | Bateria | Atleta             | Nacionalidade | Tempo   | Notas |
| ----------------- | ------- | ------------------ | ------------- | ------- | ----- |
| Medalha de ouro   | 2       | José Antonio Maita | Venezuela     | 1:54.13 |       |
| Medalha de prata  | 2       | Ryan López         | Venezuela     | 1:54.56 |       |
| Medalha de bronze | 2       | Marco Vilca        | Peru          | 1:55.04 |       |
| 4                 | 2       | Guilherme Kurtz    | Brasil        | 1:57.60 |       |
| 5                 | 1       | Ramiro Ulunque     | Bolívia       | 1:58.52 |       |
| 6                 | 1       | Leandro Daza       | Bolívia       | 2:00.76 |       |
| 7                 | 1       | Fermín González    | Bolívia       | 2:04.07 |       |
| 9                 | 2       | Eduardo Ribeiro    | Brasil        | DSQ     |       |

### 1.500 metros
27 de janeiro
| Posição           | Atleta          | Nacionalidade | Tempo   | Notas |
| ----------------- | --------------- | ------------- | ------- | ----- |
| Medalha de ouro   | David Ninavia   | Bolívia       | 3:56.65 |       |
| Medalha de prata  | Guilherme Kurtz | Brasil        | 4:00.38 |       |
| Medalha de bronze | Thiago André    | Brasil        | 4:00.54 |       |
| 4                 | Daniel Toroya   | Bolívia       | 4:03.23 |       |
| 5                 | José Zabala     | Argentina     | 4:07.09 |       |
| 6                 | Ryan López      | Venezuela     | 4:09.02 |       |

### 3.000 metros
28 de janeiro
| Posição           | Atleta              | Nacionalidade | Tempo   | Notas |
| ----------------- | ------------------- | ------------- | ------- | ----- |
| Medalha de ouro   | David Ninavia       | Bolívia       | 8:26.73 | ,     |
| Medalha de prata  | Daniel Toroya       | Bolívia       | 8:37.25 |       |
| Medalha de bronze | Juan Jorge Gonzales | Bolívia       | 8:45.05 |       |

### 60 metros barreiras
28 de janeiro
| Posição           | Raia | Atleta             | Nacionalidade | Tempo | Notas |
| ----------------- | ---- | ------------------ | ------------- | ----- | ----- |
| Medalha de ouro   | 4    | Eduardo de Deus    | Brasil        | 7.58  | = , = |
| Medalha de prata  | 2    | Martín Saenz       | Chile         | 7.66  |       |
| Medalha de bronze | 8    | Brayan Rojas       | Colômbia      | 7.74  |       |
| 4                 | 5    | Denner Cordeiro    | Brasil        | 7.93  |       |
| 5                 | 3    | Renzo Cremaschi    | Argentina     | 7.98  |       |
| 6                 | 6    | Mauricio Sandoval  | Bolívia       | 8.61  |       |
| 7                 | 7    | Josué Loaiza       | Bolívia       | 8.68  | .677  |
| 8                 | 1    | Luis Albert Claure | Bolívia       | 8.68  | .678  |

### Revezamento 4x400 m
28 de janeiro
| Posição          | Nacionalidade | Atletas                                                           | Tempo   | Notas                 |
| ---------------- | ------------- | ----------------------------------------------------------------- | ------- | --------------------- |
| Medalha de ouro  | Venezuela     | Javier Gómez, Julio Rodríguez, Kelvis Padrino, José Antonio Maita | 3:11.41 | Recorde do campeonato |
| Medalha de prata | Bolívia       | Mateo Bustamante, Marcelo Pérez, Ikenna Ibe-Akobi, Nery Peñaloza  | 3:17.98 |                       |

### Salto em altura
28 de janeiro
| Posição           | Atleta             | Nacionalidade | 1.80 | 2.00 | 2.05 | 2.10 | 2.15 | 2.18 | 2.21 | 2.24 | 2.26 | Resultados | Notas |
| ----------------- | ------------------ | ------------- | ---- | ---- | ---- | ---- | ---- | ---- | ---- | ---- | ---- | ---------- | ----- |
| Medalha de ouro   | Fernando Ferreira  | Brasil        | –    | –    | o    | o    | xxo  | o    | xxo  | xx–  | x    | 2.21       |       |
| Medalha de prata  | Thiago Moura       | Brasil        | –    | –    | xo   | o    | o    | xxx  |      |      |      | 2.15       |       |
| Medalha de bronze | Carlos Layoy       | Argentina     | –    | xo   | o    | xo   | xxo  | xxx  |      |      |      | 2.15       |       |
| 9                 | José André Camacho | Bolívia       | xxx  |      |      |      |      |      |      |      |      | NM         |       |

### Salto com vara
27 de janeiro
| Posição         | Atleta                    | Nacionalidade | 4.90 | 5.10 | 5.20 | 5.30 | Resultados | Notas |
| --------------- | ------------------------- | ------------- | ---- | ---- | ---- | ---- | ---------- | ----- |
| Medalha de ouro | Ricardo Montes            | Venezuela     | o    | xo   | o    | xxx  | 5.20       |       |
| 9               | Augusto Dutra de Oliveira | Brasil        | xxx  |      |      |      | NM         |       |

### Salto em comprimento
28 de janeiro
| Posição           | Atleta           | Nacionalidade | #1   | #2   | #3   | #4   | #5   | #6   | Resultados | Notas |
| ----------------- | ---------------- | ------------- | ---- | ---- | ---- | ---- | ---- | ---- | ---------- | ----- |
| Medalha de ouro   | Arnovis Dalmero  | Colômbia      | 7.97 | x    | x    | 8.06 | x    | x    | 8.06       |       |
| Medalha de prata  | Emiliano Lasa    | Uruguai       | 8.00 | 7.82 | 7.89 | –    | 7.94 | x    | 8.00       |       |
| Medalha de bronze | Lucas dos Santos | Brasil        | 7.71 | x    | 7.92 | x    | x    | 7.87 | 7.92       |       |
| 4                 | Vicente Belgeri  | Chile         | 7.33 | 7.36 | 7.31 | x    | x    | x    | 7.36       |       |
| 5                 | Fabricio Mautino | Peru          | 6.77 | 7.00 | 7.23 | x    | x    | –    | 7.23       |       |
| 6                 | Dusan Vlahovic   | Bolívia       | 6.44 | 6.40 | 6.33 | 6.62 | 6.54 | 6.81 | 6.81       |       |
| 7                 | Ricardo Montes   | Venezuela     | 6.64 | 5.28 | x    | x    | 6.31 | x    | 6.64       |       |
| 9                 | Luis Reyes       | Chile         |      |      |      |      |      |      | DNS        |       |

### Salto triplo
28 de janeiro
| Posição           | Atleta           | Nacionalidade | #1    | #2       | #3    | #4    | #5    | #6    | Resultados | Notas            |
| ----------------- | ---------------- | ------------- | ----- | -------- | ----- | ----- | ----- | ----- | ---------- | ---------------- |
| Medalha de ouro   | Leodan Torrealba | Venezuela     | 15.31 | '16.24 ' | 15.38 | 15.70 | 15.70 | 15.61 | 16.24      |                  |
| Medalha de prata  | Geiner Moreno    | Colômbia      | x     | 15.84    | x     | 16.06 | x     | 16.22 | 16.22      | Recorde nacional |
| Medalha de bronze | Maximiliano Díaz | Argentina     | 14.82 | x        | x     | 16.00 | x     | 16.22 | 16.00      |                  |
| 4                 | Mateus de Sá     | Brasil        | x     | 15.97    | x     | x     | x     | 15.81 | 15.97      |                  |
| 5                 | Luis Reyes       | Chile         | x     | 15.86    | 15.72 | 15.75 | 15.58 | x     | 15.86      |                  |
| 6                 | Mauricio Rivera  | Bolívia       | x     | x        | x     | 14.17 | 14.09 | x     | 14.17      |                  |

### Arremesso de peso
28 de janeiro
| Posição           | Atleta            | Nacionalidade | #1    | #2    | #3    | #4    | #5    | #6    | Resultados | Notas |
| ----------------- | ----------------- | ------------- | ----- | ----- | ----- | ----- | ----- | ----- | ---------- | ----- |
| Medalha de ouro   | Darlan Romani     | Brasil        | 20.81 | 20.98 | 20.80 | 21.10 | x     | 20.68 | 21.10      |       |
| Medalha de prata  | Nazareno Sasia    | Argentina     | 19.05 | 18.97 | 19.35 | 19.09 | 19.64 | 19.79 | 19.79      |       |
| Medalha de bronze | Welington Morais  | Brasil        | 18.91 | 19.36 | X     | 19.25 | 19.15 | 19.50 | 19.50      |       |
| 4                 | Ignacio Carballo  | Argentina     | x     | 17.24 | 17.68 | 17.72 | 18.08 | 17.97 | 18.08      |       |
| 5                 | Joaquín Ballivián | Chile         | 16.35 | 16.86 | 16.07 | 16.53 | 17.16 | 17.37 | 17.37      |       |
| 6                 | Matias Puschel    | Chile         | 15.78 | 17.16 | 16.16 | 17.05 | 16.39 | 16.51 | 17.16      |       |

### Heptatlo
27 - 28 de janeiro
| Posição           | Atleta                | Nacionalidade | 60m  | SD   | AP    | SA   | 60 m C/B | SV   | 1000 m  | Pontos | Notas |
| ----------------- | --------------------- | ------------- | ---- | ---- | ----- | ---- | -------- | ---- | ------- | ------ | ----- |
| Medalha de ouro   | José Fernando Santana | Brasil        | 6.90 | 6.99 | 13.63 | 2.02 | 7.93     | 4.80 | 3:02.96 | 5741   |       |
| Medalha de prata  | Gerson Izaguirre      | Venezuela     | 7.08 | 7.37 | 14.68 | 1.96 | 8.00     | 4.40 | 3:02.80 | 5644   |       |
| Medalha de bronze | Santiago Ford         | Chile         | 7.09 | 7.41 | 13.80 | 2.05 | 8.27     | 4.40 | 3:01.81 | 5623   |       |
| 4                 | Lucas Catanhede       | Brasil        | 7.15 | 7.03 | 11.37 | 1.90 | 8.47     | 3.80 | 2:43.21 | 5200   |       |
| 5                 | Enrique Bellott       | Bolívia       | 7.21 | 6.11 | 11.48 | 1.75 | 8.94     | 3.00 | 3:34.87 | 4034   |       |
| 6                 | Lucas Rojas           | Bolívia       | 7.69 | 5.98 | 9.77  | 1.69 | 10.27    | 3.40 | 3:13.57 | 3728   |       |
| 7                 | Alejandro Figueroa    | Bolívia       | 7.77 | 5.59 | 8.47  | 1.54 | 10.09    | 2.90 | 2:50.99 | 3553   |       |

## Resultado feminino

### 60 metros
Bateria – 27 de janeiro
| Posição | Bateria | Atleta                    | Nacionalidade | Tempo | Notas |
| ------- | ------- | ------------------------- | ------------- | ----- | ----- |
| 1       | 2       | Vitoria Cristina Rosa     | Brasil        | 7.34  | Q     |
| 2       | 1       | María Florencia Lamboglia | Argentina     | 7.42  | Q     |
| 3       | 1       | Lorraine Martins          | Brasil        | 7.44  | Q     |
| 4       | 2       | Anais Hernández           | Chile         | 7.46  | Q     |
| 5       | 1       | Laura Martínez            | Colômbia      | 7.48  | Q     |
| 6       | 2       | Guadalupe Torrez          | Bolívia       | 7.50  | Q     |
| 7       | 2       | Macarena Giménez          | Paraguai      | 7.53  | q     |
| 8       | 1       | Leticia Arispe            | Bolívia       | 7.62  | q     |
| 9       | 1       | Paula Daruich             | Peru          | 7.66  |       |
| 10      | 2       | Alini Delgadillo          | Bolívia       | 7.68  |       |
| 11      | 2       | Martina Coronato          | Uruguai       | 7.69  |       |
| 12      | 2       | Cayetana Chirinos         | Peru          | 7.74  |       |
| 13      | 1       | Ruth Báez                 | Paraguai      | 7.87  |       |

Final – 27 de janeiro
| Posição           | Raia | Atleta                    | Nacionalidade | Tempo | Notas |
| ----------------- | ---- | ------------------------- | ------------- | ----- | ----- |
| Medalha de ouro   | 4    | Vitoria Cristina Rosa     | Brasil        | 7.32  |       |
| Medalha de prata  | 2    | Laura Martínez            | Colômbia      | 7.40  |       |
| Medalha de bronze | 6    | Anais Hernández           | Chile         | 7.41  |       |
| 4                 | 7    | Guadalupe Torrez          | Bolívia       | 7.41  |       |
| 5                 | 5    | María Florencia Lamboglia | Argentina     | 7.42  |       |
| 6                 | 1    | Macarena Giménez          | Paraguai      | 7.52  |       |
| 7                 | 3    | Lorraine Martins          | Brasil        | 7.55  |       |
| 8                 | 8    | Leticia Arispe            | Bolívia       | 7.62  |       |

### 400 metros
28 de janeiro
| Posição           | Raia | Atleta             | Nacionalidade | Tempo   | Notas |
| ----------------- | ---- | ------------------ | ------------- | ------- | ----- |
| Medalha de ouro   | 5    | Tiffani Marinho    | Brasil        | 53.47   |       |
| Medalha de prata  | 3    | Noelia Martínez    | Argentina     | 55.59   |       |
| Medalha de bronze | 6    | Tábata de Carvalho | Brasil        | 56.35   |       |
| 4                 | 2    | Mariana Arce       | Bolívia       | 57.65   |       |
| 5                 | 1    | Tania Guasace      | Bolívia       | 1:03.04 |       |
| 6                 | 4    | Cecilia Gómez      | Bolívia       | 1:07.13 |       |

### 800 metros
28 de janeiro
| Posição           | Atleta              | Nacionalidade | Tempo   | Notas                 |
| ----------------- | ------------------- | ------------- | ------- | --------------------- |
| Medalha de ouro   | María Pía Fernández | Uruguai       | 2:08.20 | Recorde do campeonato |
| Medalha de prata  | Berdine Castillo    | Chile         | 2:09.76 |                       |
| Medalha de bronze | Flávia de Lima      | Brasil        | 2:11.34 |                       |
| 4                 | Cecilia Gómez       | Bolívia       | 2:11.78 |                       |
| 5                 | Tania Guasace       | Bolívia       | 2:12.47 |                       |
| 6                 | Uhuru Rocha         | Brasil        | 2:18.22 |                       |

### 1.500 metros
27 de janeiro
| Posição           | Atleta              | Nacionalidade | Tempo   | Notas                 |
| ----------------- | ------------------- | ------------- | ------- | --------------------- |
| Medalha de ouro   | Anita Poma          | Peru          | 4:24.72 | Recorde do campeonato |
| Medalha de prata  | María Pía Fernández | Uruguai       | 4:27.48 | Recorde nacional      |
| Medalha de bronze | Benita Parra        | Bolívia       | 4:39.33 |                       |
| 4                 | Flávia de Lima      | Brasil        | 5:07.57 |                       |
| 5                 | Tatiana Poma        | Bolívia       | 5:10.10 |                       |

### 3.000 metros
28 de janeiro
| Posição          | Atleta       | Nacionalidade | Tempo    | Notas |
| ---------------- | ------------ | ------------- | -------- | ----- |
| Medalha de ouro  | Benita Parra | Bolívia       | 10:05.90 |       |
| Medalha de prata | Tatiana Poma | Bolívia       | 11:02.14 |       |

### 60 metros barreiras
28 de janeiro
| Posição           | Raia | Atleta          | Nacionalidade | Tempo | Notas                 |
| ----------------- | ---- | --------------- | ------------- | ----- | --------------------- |
| Medalha de ouro   | 4    | Ketiley Batista | Brasil        | 8.09  | Recorde do campeonato |
| Medalha de prata  | 5    | Vitoria Alves   | Brasil        | 8.55  |                       |
| Medalha de bronze | 3    | Millie Díaz     | Uruguai       | 8.82  | Recorde nacional      |
| 4                 | 6    | Sofia Ingold    | Uruguai       | 9.12  |                       |
| 5                 | 2    | Camila Jiménez  | Bolívia       | 9.24  |                       |
| 6                 | 7    | Andrea Bravo    | Bolívia       | 9.70  |                       |

### Revezamento 4x400 m
28 de janeiro
| Posição          | Nacionalidade | Atletas                                                          | Tempo   | Notas            |
| ---------------- | ------------- | ---------------------------------------------------------------- | ------- | ---------------- |
| Medalha de ouro  | Bolívia       | Cecilia Gómez, Tania Guasace, Valentina Rojas, Mariana Arce      | 3:52.49 |                  |
| Medalha de prata | Uruguai       | Martina Coronato, Millie Díaz, María Pía Fernández, Sofia Ingold | 4:09.39 | Recorde nacional |

### Salto em altura
28 de janeiro
| Posição           | Atleta             | Nacionalidade | 1.55 | 1.60 | 1.65 | 1.70 | 1.73 | 1.76 | 1.79 | 1.82 | 1.85 | 1.87 | Resultados | Notas |
| ----------------- | ------------------ | ------------- | ---- | ---- | ---- | ---- | ---- | ---- | ---- | ---- | ---- | ---- | ---------- | ----- |
| Medalha de ouro   | Valdileia Martins  | Brasil        | –    | –    | –    | –    | o    | o    | xo   | o    | xo   | xxx  | 1.85       | ,     |
| Medalha de prata  | María Arboleda     | Colômbia      | –    | –    | –    | o    | o    | o    | o    | xo   | xxx  |      | 1.82       |       |
| Medalha de bronze | Arielly Rodrigues  | Brasil        | –    | –    | –    | o    | xxx  |      |      |      |      |      | 1.70       |       |
| 3                 | Carla Ríos         | Bolívia       | o    | o    | o    | o    | xxx  |      |      |      |      |      | 1.70       |       |
| 9                 | Martina Caprioglio | Bolívia       | xxx  |      |      |      |      |      |      |      |      |      | NM         |       |

### Salto com vara
28 de janeiro
| Posição          | Atleta            | Nacionalidade | 3.80 | 4.00 | 4.10 | 4.20 | 4.31 | Resultados | Notas                 |
| ---------------- | ----------------- | ------------- | ---- | ---- | ---- | ---- | ---- | ---------- | --------------------- |
| Medalha de ouro  | Beatriz Chagas    | Brasil        | o    | o    | o    | xo   | xxx  | 4.20       | Recorde do campeonato |
| Medalha de prata | Isabel de Quadros | Brasil        | o    | xo   | xxx  |      |      | 4.00       |                       |

### Salto em comprimento
27 de janeiro
| Posição           | Atleta           | Nacionalidade | #1   | #2   | #3   | #4   | #5   | #6   | Resultados | Notas |
| ----------------- | ---------------- | ------------- | ---- | ---- | ---- | ---- | ---- | ---- | ---------- | ----- |
| Medalha de ouro   | Lissandra Campos | Brasil        | 6.19 | 6.31 | 6.31 | 6.16 | 6.49 | 6.45 | 6.49       |       |
| Medalha de prata  | Eliane Martins   | Brasil        | 6.36 | 6.38 | 6.41 | x    | 6.49 | x    | 6.49       |       |
| Medalha de bronze | Natalia Linares  | Colômbia      | 6.21 | 6.26 | 6.32 | 3.81 | 6.30 | 5.92 | 6.32       |       |
| 4                 | Rocío Muñoz      | Chile         | 6.02 | 5.82 | 6.09 | x    | 6.14 | x    | 6.14       |       |
| 5                 | Valeria Quispe   | Bolívia       | 5.99 | 5.89 | x    | 5.83 | –    | –    | 5.99       |       |
| 6                 | Paola Mautino    | Peru          | 5.89 | 5.91 | x    | 5.61 | 5.81 | 5.82 | 5.91       |       |
| 7                 | Daniela Vaca     | Bolívia       | 5.45 | 5.77 | 5.63 | 5.65 | 5.59 | 5.85 | 5.85       |       |
| 8                 | Nathalee Aranda  | Panamá        | 5.66 | 5.78 | x    | –    | x    | –    | 5.78       |       |

### Salto triplo
28 de janeiro
| Posição           | Atleta              | Nacionalidade | #1    | #2    | #3    | #4    | #5    | #6    | Resultados | Notas            |
| ----------------- | ------------------- | ------------- | ----- | ----- | ----- | ----- | ----- | ----- | ---------- | ---------------- |
| Medalha de ouro   | Gabriele dos Santos | Brasil        | x     | 13.89 | 14.04 | x     | 13.92 | 13.90 | 14.04      | ,                |
| Medalha de prata  | Valeria Quispe      | Bolívia       | x     | 12.82 | 12.82 | 12.72 | x     | x     | 12.82      |                  |
| Medalha de bronze | Estrella Lobo       | Colômbia      | 12.50 | 12.81 | 12.45 | 12.63 | 12.80 | 12.68 | 12.81      |                  |
| 4                 | Rocío Muñoz         | Chile         | 12.46 | x     | 12.29 | 12.02 | 12.26 | x     | 12.46      | Recorde nacional |
| 5                 | Millie Díaz         | Uruguai       | 11.95 | 12.09 | x     | 11.96 | 12.41 | 12.42 | 12.42      | Recorde nacional |
| 6                 | Daniela Vaca        | Bolívia       | 11.30 | x     | 11.20 | 11.74 | x     | 11.50 | 11.74      |                  |

### Arremesso de peso
27 de janeiro
| Posição          | Atleta         | Nacionalidade | #1    | #2    | #3    | #4    | #5    | #6    | Resultados | Notas |
| ---------------- | -------------- | ------------- | ----- | ----- | ----- | ----- | ----- | ----- | ---------- | ----- |
| Medalha de ouro  | Ivana Gallardo | Chile         | 16.70 | 17.57 | 16.94 | 17.22 | 17.74 | x     | 17.74      | ,     |
| Medalha de prata | Natalia Duco   | Chile         | 15.94 | 16.29 | 16.36 | 16.25 | 16.37 | 16.63 | 16.63      |       |

### Pentatlo
27 de janeiro
| Colocação         | Atleta             | Nacionalidade | 60 m C/B | SA   | AP    | SD   | 800 m   | Pontos | Notas            |
| ----------------- | ------------------ | ------------- | -------- | ---- | ----- | ---- | ------- | ------ | ---------------- |
| Medalha de ouro   | Raiane Procópio    | Brasil        | 9.08     | 1.64 | 11.75 | 5.56 | 2:38.83 | 3624   |                  |
| Medalha de prata  | Tainara Mees       | Brasil        | 8.68     | 1.61 | 11.87 | 5.89 | 2:53.96 | 3617   |                  |
| Medalha de bronze | Ana Camila Pirelli | Paraguai      | 9.53     | 1.61 | 12.82 | 5.12 | 2:41.66 | 3410   |                  |
| 4                 | Sofia Ingold       | Uruguai       | 9.18     | 1.61 | 9.24  | 5.24 | 2:36.00 | 3346   | Recorde nacional |
| 5                 | Camila Jiménez     | Bolívia       | 9.16     | 1.52 | 9.21  | 5.76 | 2:43.35 | 3311   |                  |

Legenda
| Recorde mundial       | Recorde mundial (World record)               |                       | Recorde africano                      | Recorde africano (African) |                                           | Q | Classificado por posição (Qualified) |
| Recorde do campeonato | Recorde do campeonato (Championship record)  | Recorde da América    | Recorde da América (Americas)         | q                          | Classificado por melhor tempo (Qualified) |   |                                      |
| Melhor marca do ano   | Melhor marca do ano (World leading)          | Recorde asiático      | Recorde asiático (Asian)              | DNS                        | Não largou (Did not start)                |   |                                      |
| Recorde nacional      | Recorde nacional (National record)           | Recorde europeu       | Recorde europeu (European)            | DNF                        | Não terminou (Did not finish)             |   |                                      |
| Recorde pessoal       | Recorde pessoal do atleta (Personal best)    | Recorde da Oceania    | Recorde da Oceania (Oceania)          | DSQ / DQ                   | Desclassificado (Disqualified)            |   |                                      |
| Recorde da temporada  | Recorde da temporada do atleta (Season best) | Recorde sul-americano | Recorde sul-americano (South America) | NM                         | Sem marca (No mark)                       |   |                                      |